# 支流
支流（英語：Tributary），在水文学上是指汇入另一条較大河流（或其他水体）而不直接入海的河流。支流所汇入的河流称为干流或主流，两河或多河交汇之处称为合流或合流处。地表水和地下水会汇集到支流及干流的流域內，然后经河流流入海洋。与支流相反的情况称为分流。

## 術語
在水文学內，左侧支流和右侧支流（或稱左岸支流及右岸支流）說明了支流河水往幹流流動的方向。「早期支流」是指與幹流的合流點較接近主河河源的支流，而「晚期支流」則指與幹流的合流點較接近主河河口的支流。
在美國，河流的支流有時會與主河道同名，而這類支流則被稱為分汊（Forks）。這些分汊通常會以其方位命名，例如位於加利福尼亞州的美國河有著三條支流（北汊、中汊及南汊），而位於芝加哥的芝加哥河北部支流亦同樣有著三條支流（東汊、西汊及中汊）。分汊有時亦會分為左方或右方，例如位於西維吉尼亞州的史特爾溪（Steer Creek）有一條被稱為史特爾溪右汊（Right Fork Steer Creek）的支流。

## 支流级别
河流分級法是一個用來釐定河流級別的準則，主要根據河流支流的數目而定。1952年，美國哥倫比亞大學地球科學系教授亞瑟·紐厄爾·斯特拉勒提出了斯特拉勒分級法（Strahler stream order）以對河流及其支流作分類。根據斯特拉勒分級法，水源處的支流被稱為一级支流，當複數一級支流合流後變為二级支流，複數二級支流合流後則為三級支流，如此類推。但是，如果兩條级别不同的河流或支流合流（例如一級支流與二級支流合流），其河流级别應屬於較高者（即二級支流）。
另一種為哈克分級法（Hack's stream order），由美國地質學家約翰·蒂爾頓·哈克在1957年提出。在此分級法內，集水區的幹流被劃分為一級，支流被劃分為二級，而支流的支流則被劃分為三級，如此類推。

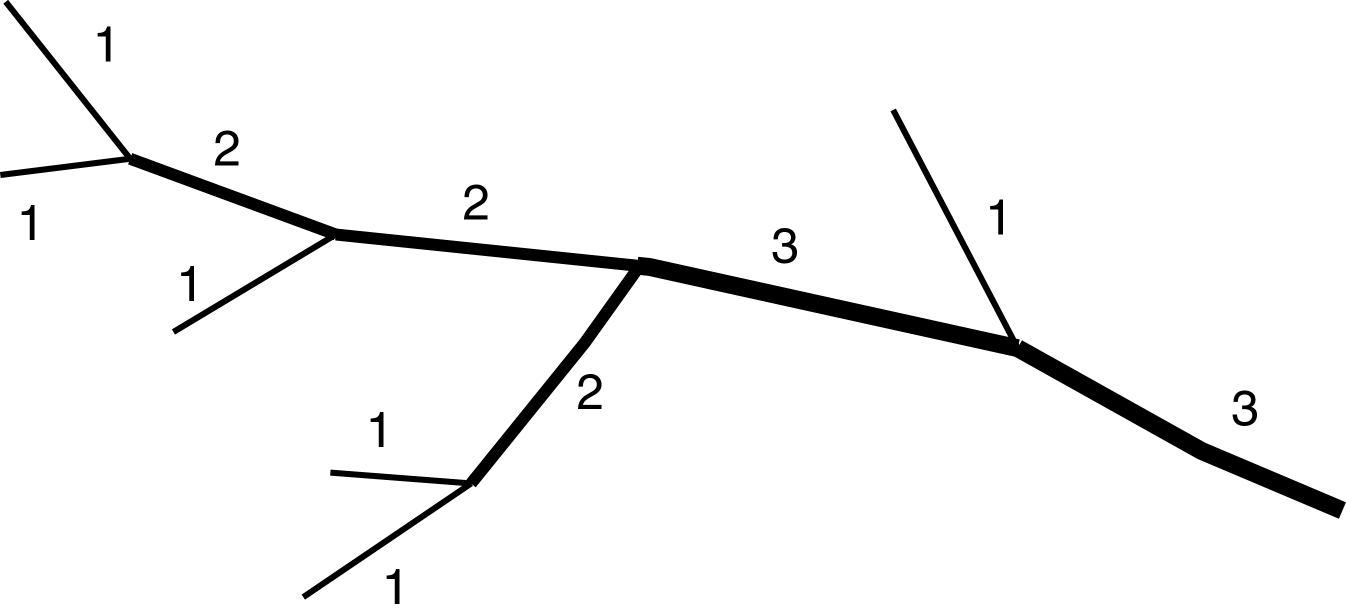
斯特拉勒分級法
哈克分級法

### 例子

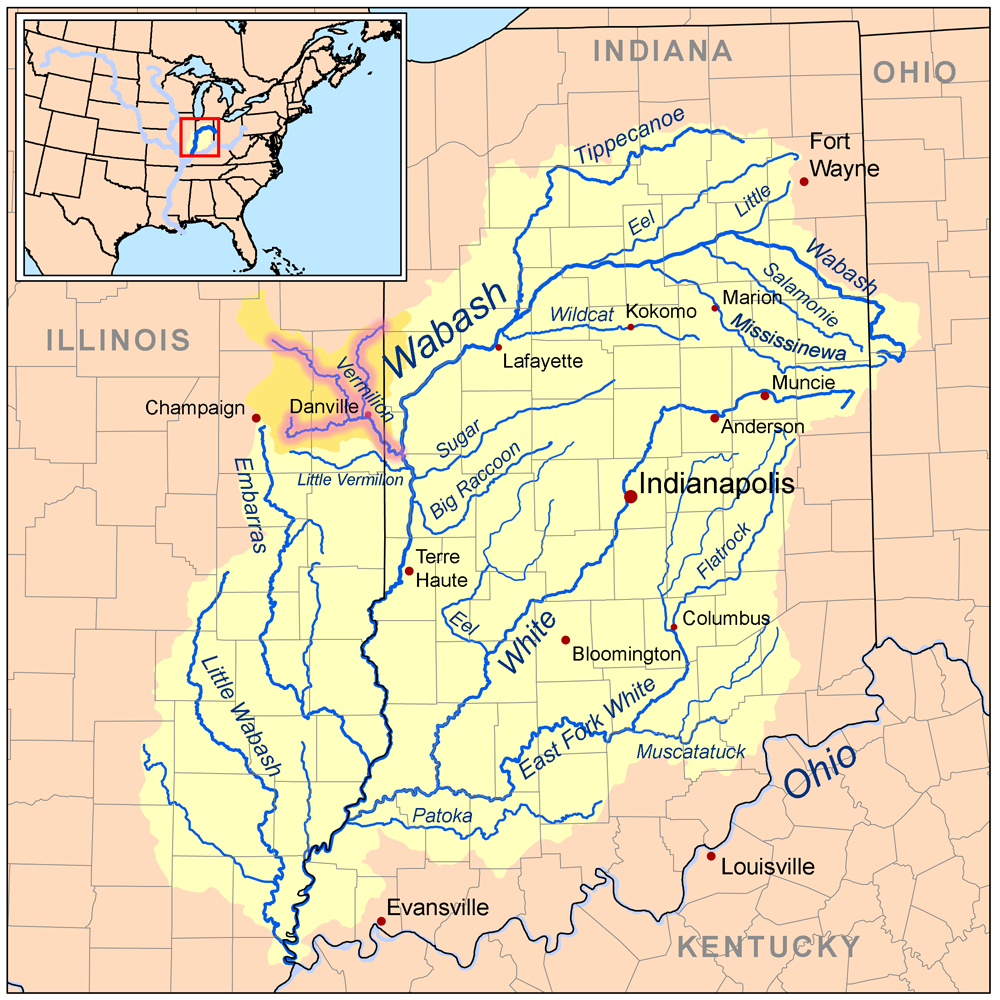
上圖顯示了沃巴什河流域。流域有著許多支流，並覆蓋了印第安納州的大部分地區，而硃砂河及其支流更是流域內的一個突出例子。沃巴什河同時是俄亥俄河的支流。
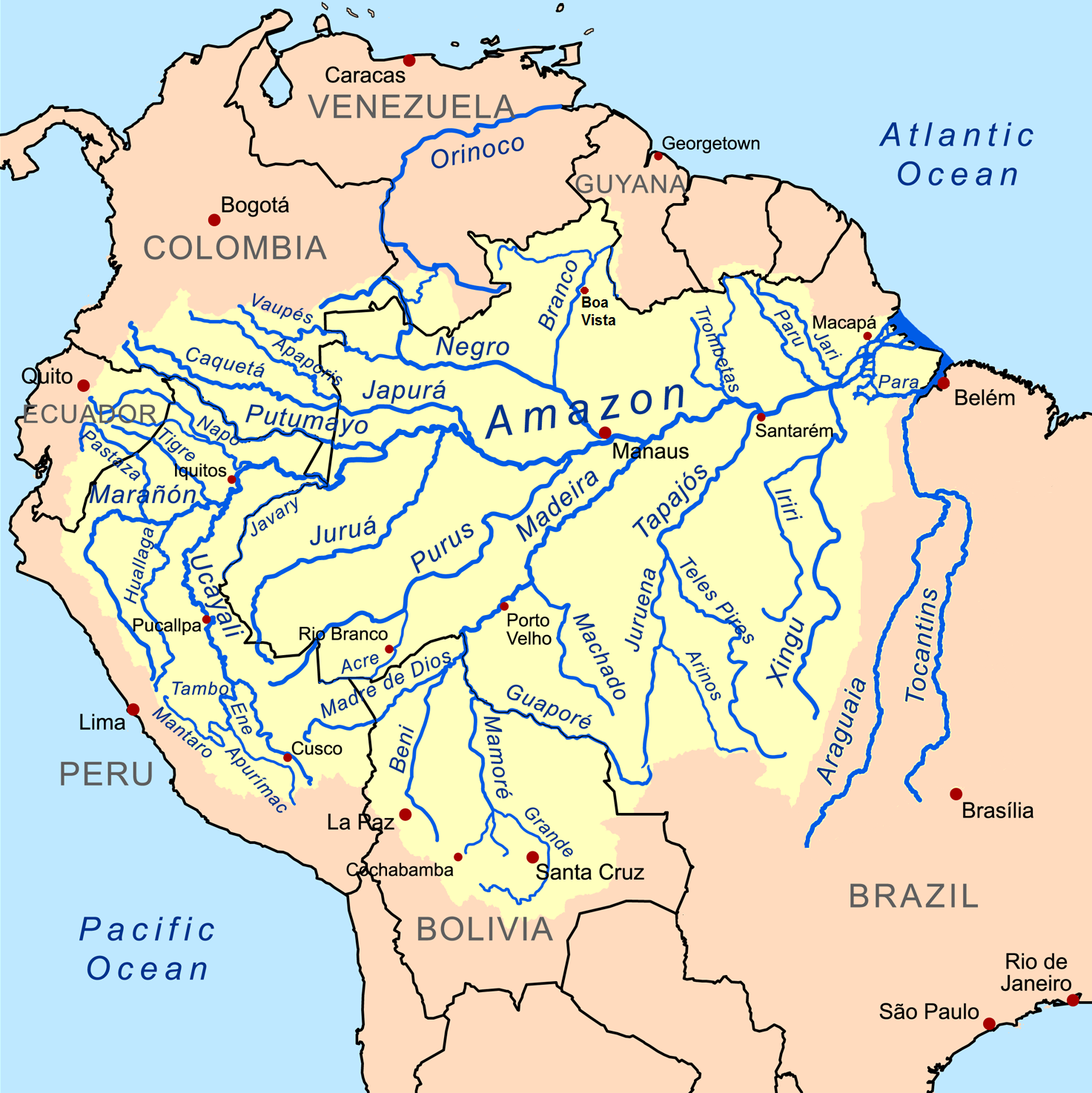
亞馬遜河流域由大量支流組成，河水最終流入大西洋。而除了亞馬遜河之外，上圖還顯示了亞馬遜河的不同支流。
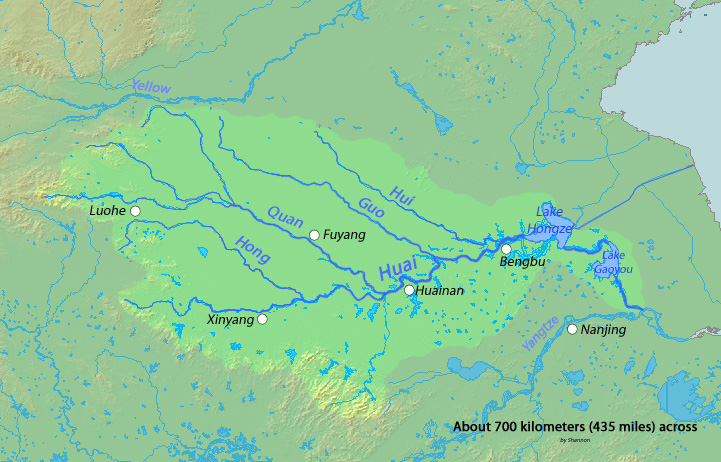
淮河支流，而本身它亦是長江的支流。

## 文獻引用
- Krebs, Robert E. . London: Greenwood Publishing Group. 2003. ISBN 0-313-31930-8 （英语）.